# Chomelia bella
Chomelia bella är en måreväxtart som först beskrevs av Paul Carpenter Standley, och fick sitt nu gällande namn av Julian Alfred Steyermark. Chomelia bella ingår i släktet Chomelia och familjen måreväxter. Inga underarter finns listade i Catalogue of Life.